# Europees kampioenschap schaatsen vrouwen 1971
De tweede editie van het Europees kampioenschap schaatsen voor vrouwen, georganiseerd door de Internationale Schaatsunie (ISU), werd op 31 januari en 1 februari 1971 verreden op de Petrovksi ijsbaan in Leningrad, Sovjet-Unie. 
Het kampioenschap werd verreden over de minivierkamp (500-1500-1000-3000 meter).

## Deelname
De achtentwintig deelneemsters, drie meer dan in 1970, kwamen uit elf landen, drie meer dan in 1970. 
Nederland (5), Sovjet-Unie (5), Noorwegen (4), Finland (2), Polen (2), Zweden (2) en West-Duitsland (1) waren ook vertegenwoordigd in 1970. 
Vier landen, Hongarije (2), de DDR (2), Tsjechoslowakije (2) en Roemenië (1), werden dit jaar voor het eerst vertegenwoordigd. Frankrijk (in 1970 één deelneemster) nam dit jaar niet deel. 
Vijftien schaatssters namen voor de eerste keer deel.
De eerste Europees kampioene, Nina Statkevitsj uit de Sovjet-Unie, prolongeerde haar titel. 
Ze werd op het eindpodium geflankeerd door haar landgenoten Ljoedmila Titova (2e) en Kapitolina Seregina (3e). 
De vijf Nederlandse deelneemsters namen alle vijf aan de afsluitende vierde afstand deel. 
Atje Keulen-Deelstra werd net als in 1970 vierde, Stien Kaiser werd zevende, de debutanten Trijnie Rep en Akke Falkena tiende en dertiende en Ans Schut eindigde als gevolg van een val op de 1000 meter op de zestiende plaats.
De Nederlandse delegatie veroverde één zilveren medaille (Stien Kaiser op de 1500m) en twee bronzen medailles (Atje Keulen-Deelstra op de 1500m en Stien Kaiser op de 3000m).

## Afstandmedailles
| Afstand | Goud                | Zilver              | Brons                |
| ------- | ------------------- | ------------------- | -------------------- |
| 500m    | Ljoedmila Titova    | Ruth Schleiermacher | Vera Soerovikina     |
| 1000m   | Ljoedmila Titova    | Nina Statkevitsj    | Tatjana Averina      |
| 1500m   | Nina Statkevitsj    | Stien Kaiser        | Atje Keulen-Deelstra |
| 3000m   | Kapitolina Seregina | Nina Statkevitsj    | Stien Kaiser         |

## Klassement
Achter de namen staat tussen haakjes bij meervoudige deelname het aantal deelnames.
| Nr.    | Naam                     | Punten  | 500m       | 1500m       | 1000m         | 3000m       |
| ------ | ------------------------ | ------- | ---------- | ----------- | ------------- | ----------- |
| Goud   | Nina Statkevitsj (2)     | 197,097 | 46,23 (4)  | 2.25,5 (1)  | 1.37,0 (2)    | 5.23,2 (2)  |
| Zilver | Ljoedmila Titova (2)     | 199,840 | 45,54 (1)  | 2.29,8 (8)  | 1.36,1 (1)    | 5.37,9 (10) |
| Brons  | Kapitolina Seregina      | 200,007 | 47,44 (10) | 2.27,9 (5)  | 1.39,7 (9)    | 5.20,5 (1)  |
| 4      | Atje Keulen-Deelstra (2) | 200,460 | 46,56 (7)  | 2.27,3 (3)  | 1.40,9 (11)   | 5.26,1 (4)  |
| 5      | Lisbeth Berg (2)         | 201,127 | 46,51 (5)  | 2.27,6 (4)  | 1.39,1 (7)    | 5.35,2 (8)  |
| 6      | Tatjana Averina          | 201,353 | 46,52 (6)  | 2.29,8 (8)  | 1.37,6 (3)    | 5.36,6 (9)  |
| 7      | Stien Kaiser (2)         | 201,436 | 48,67 (10) | 2.26,8 (2)  | 1.39,9 (10)   | 5.23,3 (3)  |
| 8      | Vera Soerovikina         | 202,093 | 45,81 (3)  | 2.29,1 (6)  | 1.39,5 (8)    | 5.41,0 (12) |
| 9      | Ruth Schleiermacher      | 203,850 | 45,65 (2)  | 2.35,2 (19) | 1.38,0 (4)    | 5.44,8 (15) |
| 10     | Trijnie Rep              | 203,950 | 48,00 (14) | 2.30,7 (11) | 1.41,7 (15)   | 5.29,2 (6)  |
| 11     | Sigrid Sundby (2)        | 204,516 | 47,45 (11) | 2.31,6 (12) | 1.39,0 (6)    | 5.42,2 (14) |
| 12     | Rosemarie Taupadel       | 204,727 | 47,26 (8)  | 2.30,0 (10) | 1.41,6 (14)   | 5.40,0 (11) |
| 13     | Akke Falkena             | 207,187 | 49,22 (22) | 2.32,6 (14) | 1.42,7 (17)   | 5.34,5 (7)  |
| 14     | Monika Pflug             | 207,320 | 48,42 (18) | 2.31,9 (13) | 1.38,8 (5)    | 5.53,2 (16) |
| 15     | Tuula Vilkas (2)         | 207,437 | 47,62 (12) | 2.32,9 (15) | 1.43,8 (18)   | 5.41,7 (13) |
| 16     | Ans Schut (2)            | 211,567 | 48,15 (16) | 2.29,3 (7)  | 1.58,2 * (28) | 5.27,3 (5)  |
| NC17   | Arja Kantola (2)         | 149,380 | 47,43 (9)  | 2.33,6 (17) | 1.41,5 (13)   |             |
| NC18   | Kirsti Biermann (2)      | 150,280 | 47,78 (13) | 2.35,4 (20) | 1.41,4 (12)   |             |
| NC19   | Ylva Hedlund (2)         | 151,157 | 48,64 (19) | 2.34,7 (18) | 1.41,9 (16)   |             |
| NC20   | Romana Troicka (2)       | 151,677 | 48,16 (17) | 2.33,5 (16) | 1.44,7 (20)   |             |
| NC21   | Inger Karset (2)         | 153,587 | 48,07 (15) | 2.37,1 (22) | 1.46,3 (21)   |             |
| NC22   | Sylvia Filipsson         | 154,300 | 48,95 (21) | 2.36,0 (21) | 1.46,7 (22)   |             |
| NC23   | Helena Pilejczyk         | 155,993 | 50,41 (23) | 2.40,0 (23) | 1.44,5 (19)   |             |
| NC24   | Věra Procházková         | 159,027 | 51,81 (27) | 2.41,0 (24) | 1.47,1 (23)   |             |
| NC25   | Iva Novotná              | 159,837 | 50,77 (24) | 2.44,9 (26) | 1.48,2 (24)   |             |
| NC26   | Kornelia Ihász           | 162,330 | 51,23 (25) | 2.43,8 (25) | 1.53,0 (26)   |             |
| NC27   | Maria Tasnadi            | 163,173 | 51,34 (26) | 2.45,1 (27) | 1.53,6 (27)   |             |
| NC28   | Mária Szabó              | 167,050 | 52,65 (28) | 2.54,9 (28) | 1.52,2 (25)   |             |

* = gevallen